# Marco Vivio
Marco Vivio (Roma, 31 marzo 1978) è un doppiatore, attore e conduttore televisivo italiano.

## Biografia
Figlio di Nicola Vivio, un generale dell'esercito e di Vita Girardi, una casalinga, è fratello di Francesco Vivio, ingegnere e professore universitario, e Paolo Vivio (anche lui doppiatore). È Inoltre padre del giovane doppiatore Edoardo Vivio.
Dal 1983 al 1995 ha avuto un'intensa esperienza di attore bambino. È stato con Francesco Nuti in Tutta colpa del paradiso (1985) e ne La famiglia di Ettore Scola (1987) con Vittorio Gassman. Molto attivo in televisione, è stato il protagonista della miniserie TV Un bambino in fuga (1990). Da adulto ha continuato la sua carriera di attore senza interruzioni, partecipando a film come S.P.Q.R. - 2000 e ½ anni fa (1994) e La prima volta (1999), ma diventando noto al grande pubblico interpretando il personaggio di Tommaso Pironi nella serie televisiva Orgoglio (2004-2006). Successivamente ha partecipato alla serie televisiva di Canale 5, Nati ieri (2006-2007). Nel 2007 ha interpretato il ruolo di Nando dalla Chiesa nella miniserie TV Il generale Dalla Chiesa, con la regia di Giorgio Capitani.
Come doppiatore è noto soprattutto per aver prestato la voce a Chris Evans e a Tobey Maguire nella maggior parte dei loro ruoli (i più celebri sono rispettivamente i supereroi Captain America e Spider-Man), a Tom Welling nelle serie televisive Smallville e Lucifer e Anakin Skywalker nella serie animata Star Wars: The Clone Wars. Tra gli altri attori doppiati: Chris Pine, Chris Pratt, Matt Bomer, Charlie Hunnam in King Arthur - Il potere della spada, Tom Lenk, Seann William Scott, Paul Walker, Ashton Kutcher e Casey Affleck in Soul Survivors - Altre vite. Sua anche la voce di Marcus Walton Forrester in Beautiful e di Sebastian Stan in Le strade del male. 
Dal 2021 ha avuto delle esperienze come conduttore televisivo nel programma L'Atlante che non c'è e in Sciarada - Il circolo delle patorole, trasmessi su Rai 5.
Grande tifoso della Roma riceve un riconoscimento a Roma in Campidoglio nell’ambito del Premio “Sette Colli”.

## Filmografia

### Cinema

Marco Vivio nel film S.P.Q.R. - 2000 e ½ anni fa (1994)

- La casa con la scala nel buio, regia di Lamberto Bava (1983)
- State buoni se potete, regia di Luigi Magni (1983)
- Tutta colpa del paradiso, regia di Francesco Nuti (1985)
- Dèmoni 2... L'incubo ritorna, regia di Lamberto Bava (1986)
- Giuro che ti amo, regia di Nino D'Angelo (1986)
- Da grande, regia di Franco Amurri (1987)
- La famiglia, regia di Ettore Scola (1987)
- Pigmalione 88, regia di Flavio Mogherini (1988)
- S.P.Q.R. - 2000 e ½ anni fa, regia di Carlo Vanzina (1994)
- La prima volta, regia di Massimo Martella (1999)
- Il piacere di piacere, regia di Luca Verdone (2002)
- Santallegria, regia di Maurizio Rigatti – cortometraggio (2010)
- Diabolik sono io, regia di Giancarlo Soldi (2019)[4][5]

### Televisione
- Mio figlio non sa leggere, regia di Franco Giraldi – miniserie TV (1984)
- Voglia di cantare, regia di Vittorio Sindoni – miniserie TV (1985)
- Aeroporto internazionale – serie TV, episodio 1x18 (1985)
- Pensaci, Giacomino!, regia di Nello Rossati - prosa televisiva trasmessa il 17 gennaio 1986.[6]
- L'uomo che parlava ai cavalli – serie TV (1987)[7]
- Due fratelli, regia di Alberto Lattuada – miniserie TV (1988)
- Per sempre, regia di Lamberto Bava – film TV, ciclo Brivido giallo (1988)[8]
- Un bambino in fuga, regia di Mario Caiano – miniserie TV (1989)
- La storia spezzata, regia di Andrea Frazzi e Antonio Frazzi – miniserie TV (1990)
- Un bambino in fuga - Tre anni dopo, regia di Mario Caiano – miniserie TV (1991)
- La famiglia Ricordi, regia di Mauro Bolognini – miniserie TV (1993)
- Papà prende moglie – serie TV (1994)
- Racket, regia di Luigi Perelli – miniserie TV (1997)
- Un medico in famiglia – serie TV (1998)
- Non lasciamoci più – serie TV (1999)
- Ciao professore, regia di José María Sánchez (1999)
- Un posto al sole – serial TV (1999)
- Provincia segreta 2, regia di Francesco Massaro (2000)
- Per amore per vendetta, regia di Mario Caiano (2000)
- Il commissario – serie TV (2001)
- Soraya, regia di Lodovico Gasparini – miniserie TV (2003)
- Don Matteo – serie TV, episodio 4x10 (2004)
- Orgoglio – serie TV (2004-2006)
- Il maresciallo Rocca – serie TV, episodio 5x04 (2005)
- San Pietro, regia di Giulio Base – miniserie TV (2005)
- Nati ieri – serie TV, 14 episodi (2006-2007)
- Il generale Dalla Chiesa, regia di Giorgio Capitani – miniserie TV (2007)

## Teatro
- Aiuto, sono una donna di successo!, regia di Giorgio Gaber, con Ombretta Colli (1985)
- Vita di Galileo di Bertolt Brecht, regia di Maurizio Scaparro (1988[9]-1990)
- Santa Maria del pallone di Mario Gelardi e Giuseppe Miale Di Mauro, regia di Pietro Bontempo (2006)[10]
- La dodicesima notte di William Shakespeare, regia di Riccardo Cavallo, con Gerolamo Alchieri e Claudia Balboni (2006)[11]
- Romeo e Giulietta... paccavano eccome! o Romeo e Giulietta s'amavano eccome, testo e regia di Mimmo Strati, con Alberto Bognanni (2008-2010)[12]
- Cirano dacci una mano di Mimmo Strati e Alberto Bognanni, regia di Mimmo Strati (2010)[13]
- Il sogno di una vita, regia di Alessandro Prete, con Roberto Pedicini, Teatro Ghione (2015)[14]

## Radio
- Eros per tre, regia di Tomaso Sherman - sceneggiato (Rai Radio 2, 2000)
- Titanic, le ultime cento ore, regia di Tomaso Sherman (Rai Radio 2, 2001)
- Le inchieste del commissario Maigret: Felicie, regia di Tomaso Sherman - sceneggiato (Rai Radio 2, 2002)
- Eymerich (da giovane) ne La furia di Eymerich di Valerio Evangelisti, regia di Arturo Villone - sceneggiato (Rai Radio 2, 2001)[15]
- Sissi - L'imperatrice ribelle - sceneggiato (Rai Radio 2, 2003)
- Il Graal - Un codice eterno, regia di Ugo Margio - sceneggiato (Rai Radio 2, 2005)[16]

## Audiolibri
- Gustavo Garian in Diabolik - Il re del terrore, regia di Armando Traverso (2002)[17]

## Doppiaggio

### Film
- Chris Evans in L'amore impossibile di Fisher Willow, Push, Captain America - Il primo Vendicatore, Puncture, The Avengers, Thor: The Dark World, Captain America: The Winter Soldier, Before We Go, Avengers: Age of Ultron, Ant-Man, Captain America: Civil War, Spider-Man: Homecoming, Avengers: Infinity War, Captain Marvel, Avengers: Endgame, Red Sea Diving, Cena con delitto - Knives Out, Free Guy - Eroe per gioco, The Gray Man, Ghosted, Pain Hustlers - Il business del dolore, Deadpool & Wolverine, Uno Rosso
- Tobey Maguire in Wonder Boys, Spider-Man, Seabiscuit - Un mito senza tempo, Spider-Man 2, Intrigo a Berlino, Spider-Man 3, Il grande Gatsby, Un giorno come tanti, La grande partita, Spider-Man: No Way Home, Babylon
- Chad Michael Murray in Una mamma per amica, Quel pazzo venerdì, Too Close for Christmas, Survive the Night, Survive the Game, I colori dell'amore, Fortress - La fortezza, Fortress: Sniper's Eye, Natale a Windmill Way, La madre della sposa, Quel pazzo venerdì, sempre più pazzo
- Kellan Lutz in Twilight, The Twilight Saga: New Moon, Nightmare, The Twilight Saga: Eclipse, Immortals, The Twilight Saga: Breaking Dawn - Parte 1, The Twilight Saga: Breaking Dawn - Parte 2, I mercenari 3, Extraction
- Chris Pine in Principe azzurro cercasi, L'arte di vincere, Una spia non basta, Into the Woods, L'ultima tempesta, Hell or High Water, Nelle pieghe del tempo, Outlaw King - Il re fuorilegge
- Channing Tatum in Sotto assedio - White House Down, Jupiter - Il destino dell'universo, Kingsman - Il cerchio d'oro, Free Guy - Eroe per gioco, Io e Lulù, Bullet Train, Blink Twice
- Charlie Hunnam in Civiltà perduta, King Arthur - Il potere della spada, The Gentlemen, The Kelly Gang
- Kevin Zegers in Jack simpatico genio, Se cucini, ti sposo, Il club di Jane Austen, Frozen, Shadowhunters - Città di ossa
- Chris Pratt in L'arte di vincere, Lei, I magnifici 7, Passengers, The Kid
- Scott Porter in Che la fine abbia inizio, Bandslam - High School Band, Dear John, The Good Guy
- Sebastian Stan in The Covenant, Un tuffo nel passato, The Apparition, Le strade del male
- Penn Badgley in Il mio ragazzo è un bastardo, Easy Girl, Margin Call
- Dave Franco in Now You See Me - I maghi del crimine, Now You See Me 2, Nerve, Zeroville
- Jonathan Majors in Da 5 Bloods - Come fratelli, Gully, The Harder They Fall, Sulle ali dell'onore
- Tom Welling in Una scatenata dozzina, The Fog - Nebbia assassina, Il ritorno della scatenata dozzina, La scelta - The Choice (ridoppiaggio)
- Ashton Kutcher in Oggi sposi... niente sesso, Notte brava a Las Vegas, Killers
- Hayden Christensen in Awake - Anestesia cosciente, Takers, Vanishing on 7th Street
- Lyes Salem in Somiglianza letale
- Scott Haze in In Dubious Battle - Il coraggio degli ultimi, Fire Squad - Incubo di fuoco
- James Marsden in 10th & Wolf, Il funerale è servito, Accidental Love
- Jack Reynor in Detroit, Una giusta causa, Kin
- Matt Bomer in Magic Mike, Magic Mike XXL, The Nice Guys
- Alex Pettyfer in Wild Child, In Time, The Butler - Un maggiordomo alla Casa Bianca
- Jake Picking in Nonno scatenato, Boston - Caccia all'uomo, Horse Girl
- Sam Worthington in Sabotage, Fractured, Lift
- Jackie Shroff in Hero, Palay Khan, Yudh, Ram Lakhan, Teri Meherbaniyan, Khalnayak
- Texas Battle in Wrong Turn 2 - Senza via d'uscita, Dragonball Evolution
- Ward Horton in Annabelle, My Bakery in Brooklyn - Un pasticcio in cucina
- Daniel Henney in X-Men le origini - Wolverine, The Last Stand - L'ultima sfida
- Henry Golding in Un piccolo favore, Last Christmas, Snake Eyes, Assassin Club, Il Ministero della Guerra Sporca, Un altro piccolo favore
- Jim Sturgess in 21, La migliore offerta
- Jason Ritter in Mumford, Nata per vincere
- Seann William Scott in Final Destination, Road Trip
- Mike Vogel in Cloverfield, Lei è troppo per me
- Austin Nichols in I piccoli eroi del west, The Day After Tomorrow - L'alba del giorno dopo
- Austin Stowell in L'incredibile storia di Winter il delfino, L'incredibile storia di Winter il delfino 2, Colossal
- Jesse Metcalfe in Il vero amore, God's Not Dead 2
- Michele Morrone in 365 giorni, 365 giorni - Adesso, Altri 365 giorni
- Max Minghella in Gli stagisti, Spiral - L'eredità di Saw
- Jonathan Groff in The Conspirator, Bussano alla porta
- Paul Rudd in 200 Cigarettes, Altruisti si diventa
- Jamie Dornan in Anthropoid, Cuori in volo
- Jack O'Connell ne La ragazza dei tulipani, Ferrari
- Christopher Abbott in La fuga di Martha, Wolf Man
- Ed Skrein in In Darkness - Nell'oscurità, Jurassic World - La rinascita
- Johnny Whitaker in Perdipiù il segugio fannullone[18]
- Tom Hardy in Dunkirk
- Casey Affleck in Soul Survivors - Altre vite
- Tyler Hoechlin in The Domestics
- Rami Malek in Papillon
- Travis Fimmel in Warcraft - L'inizio
- Ed Speleers in Ogni tuo respiro
- James Franco in Camille
- Scott Eastwood in Overdrive
- Eric Winter in La dura verità, The Rookie
- Justin Hartley in Bad Moms 2 - Mamme molto più cattive
- Raphaël Personnaz in Special Forces - Liberate l'ostaggio[19]
- Scott Speedman in La memoria del cuore
- Nicholas Hoult in Scontro tra titani
- Richard Madden in Bastille Day - Il colpo del secolo
- Stephen Amell in Closing the Ring
- Manish Dayal in Amore, cucina e curry
- Matt Lanter in Mordimi
- Til Schweiger in Bastardi senza gloria
- Jonathan Jackson in Insomnia
- Freddie Stroma in A Cindarella Story: Once Upon a Song
- Matthew Marsden in Transformers - La vendetta del caduto
- Barry Waston in Sorority Boys
- Paul Walker in Radio Killer
- Adam Campbell in Epic Movie
- Eoin Macken in Jukai - La foresta dei suicidi
- Asher Book in Fame - Saranno famosi
- Steven Strait in Sky High - Scuola di superpoteri
- Josh Stewart in Il cavaliere oscuro - Il ritorno
- Seth Meyers in American Dreamz
- Alano Miller in Loving
- Dean Geyer in Never Back Down - Combattimento letale
- Joshua Rudoy in Linea mortale
- Landon Pigg in Whip it
- Harley Cross in Lettere d'amore
- Ryan Hansen in Fantasy Island
- Mark Webber in Dear Wendy
- David Tom in Swing Kids - Giovani ribelli
- Christian Coulson in Harry Potter e la camera dei segreti
- Jimmi Simpson in American School
- Kevin Connoly in Antwone Fisher
- Franz Rogowski in Un valzer tra gli scaffali
- Tamar Novas in Gli abbracci spezzati
- Yee Jee Tso in Doctor Who
- Mandla Gaduka in District 9
- Shane West in Get over it
- Stark Sands in Amori in corsa
- Chris J. Johnson in 47 metri
- Elias Toufexis in Decoys
- Kelly Ward in Grease (ed. 2002)
- Tom Hudson in Love + Hate
- Frèdèric Noaille in 17 ragazze
- Carl Nanor in La classe - Entre les murs
- Chaud Faust in Saved!
- Calum Gittins in Il discorso del re
- Scott Schutzman Tiler in C'era una volta in America (ed.2003)
- James Gerard in La chiave di Sara
- Ben Feldman in The Perfect Man
- Jonathan Cohen in Budapest
- Jake Lacy in Rampage - Furia animale
- Pablo Schreiber in 13 Hours: The Secret Soldiers of Benghazi
- Matt Lauria in Shaft
- Andrew Rannells in The Boys in the Band
- Tom Hopper in Resident Evil: Welcome to Raccoon City
- Chris Butler in L'alba della libertà
- Keir O'Donnell in Ambulance
- Sdentato in Le cronache di Dragon Trainer
- François Civil un La vita è una danza
- Luke Bracey in Interceptor
- Kostja Ullmann in Single by Contract
- Bahador Foladi in Operazione Kandahar
- Shazad Latif in What's Love?
- Kerem Bürsin in Blue Cave
- Danny Deferrari in Oppenheimer
- Travis Van Winkle in Road House
- Justen Jones in Il castello di Natale
- Nick Blood in The Offering
- Christian Rubeck in Ritorno in pista

### Film d'animazione
- Thomas in Il trenino Thomas - Il re dei binari, Il trenino Thomas - Thomas e i trenini coraggiosi, Il trenino Thomas - Sodor e il tesoro dei pirati, Il trenino Thomas - La grande corsa, Il trenino Thomas - Viaggio oltre i confini di Sodor, Il trenino Thomas - Un mondo di avventure
- Gohan in Dragon Ball Z - Sfida alla leggenda (primo doppiaggio), Dragon Ball Z - Il diabolico guerriero degli inferi (primo doppiaggio), Dragon Ball Z - L'eroe del pianeta Conuts (primo doppiaggio), Dragon Ball Z - La battaglia degli dei e Dragon Ball Z - La resurrezione di 'F'
- Sky in Winx Club - Il segreto del regno perduto, Winx Club 3D - Magica avventura, Winx Club - Il mistero degli abissi
- Ron Stoppable in Kim Possible - Viaggio nel tempo, Kim Possible - La sfida finale
- Hal Jordan / Lanterna Verde in Superman: Red Son, Injustice
- Chad in In viaggio con Pippo
- Miki Kaoru in Utena la fillette révolutionnaire - The Movie: Apocalisse adolescenziale
- Totò Sapore in Totò Sapore e la magica storia della pizza
- Rapa in Il castello errante di Howl
- Principe Arren ne I racconti di Terramare
- Maiale Ollie in Mucche alla riscossa
- Isi in I Lampaclima e l'isola misteriosa
- Rumbo in Gli Animotosi nella terra di Nondove
- Everè ne Gli Skatenini e le dune dorate
- Tay in The Reef - Amici per le pinne
- Casey Jones in TMNT
- Principe Antonio in Barbie principessa dell'isola perduta
- Ian in Barbie e il castello di diamanti
- Troy Adams in Firebreather
- Soren in Il regno di Ga'Hoole - La leggenda dei guardiani
- Sled in Trilli e il segreto delle ali
- Roger in L'era glaciale - In rotta di collisione
- Timothy adulto/Voce narrante in Baby Boss
- Ryan "Inside" Laney in Cars 3
- Arcangelo Gabriele in Gli eroi del Natale
- Deadshot in Suicide Squad - Un inferno da scontare
- Lance Starling in Spie sotto copertura
- Padre di Fadi in La custodia[20]
- Gatti in Viaggio ad Altrove: Scooby-Doo! incontra Leone il cane fifone
- Reed in Entergalactic
- Bernard in Lupin III - La principessa della brezza: La città nascosta nel cielo
- Denis Kirchmann in Lupin III vs. Occhi di gatto
- Dudley in Buffalo Kids

### Serie televisive
- Sam Page in Gossip Girl, Lie to Me, Scandal, The Bold Type
- Mike Vogel in Pan Am, Childhood's End, The Brave, Sex/Life
- Matt Bomer in White Collar, American Horror Story, Doom Patrol
- Sean Teale in Reign, The Gifted, Who is Erin Carter?
- Eric Winter in Le streghe dell'East End, The Rookie
- Christopher Abbott in The Sinner, Catch-22
- Tom Welling in Smallville, Lucifer
- Jonathan Groff in Boss, Looking, Mindhunter
- Jason Ritter in Parenthood, The Event, Person of Interest, Gen V
- Michael Trevino in The Vampire Diaries, Roswell, New Mexico
- Chad Michael Murray in Texas Rising, Riverdale
- İbrahim Çelikkol in My Home My Destiny, Terra amara
- Anson Mount in Star Trek: Discovery, Star Trek: Strange New Worlds
- Brian Hallisay in in Bones, Code Black, Revenge
- Matt Lanter in Heroes, Jupiter's Legacy
- Shaun Evans in Il giovane ispettore Morse
- David Leon in Vera
- Sam Claflin in Il conte di Montecristo
- Chris Evans in In difesa di Jacob
- Chris Pratt in The Terminal List
- Andrew Garfield e Sacha Dhawan in Doctor Who
- Matt Czuchry in Una mamma per amica
- James Franco in 22.11.63
- Elyes Gabel in Scorpion, Suspicion
- Sullivan Stapleton in Blindspot
- Alex Pettyfer in The I-Land
- Jonathan Togo in CSI: Miami
- Giacomo Gianniotti in Grey's Anatomy
- Blair Redford in The Lying Game
- Steven Strait in The Expanse
- Teddy Dunn in Veronica Mars
- Joe Flanigan in Stargate Atlantis
- Maxi Iglesias in Valeria
- Tom Austen in The Royals
- Justin Hartley in Mistresses - Amanti
- Max Riemelt in Sense8
- Jack Donnelly in Atlantis
- Goran Bogdan in The Last Panthers
- Daniel Henney in Three Rivers
- Stephen Colletti in One Tree Hill
- Johnny Simmons in Girlboss
- Tom Wlaschiha in Crossing Lines
- Luke MacFarlane in Brothers & Sisters - Segreti di famiglia
- JR Lemon in The Night Shift
- Aaron Ashmore in Killjoys
- Glenn Howerton in C'è sempre il sole a Philadelphia
- Dave Franco in Scrubs - Medici ai primi ferri
- David Lascher in Sabrina, vita da strega
- Wes Ramsey in Streghe
- Tom Lenk in Buffy l'ammazzavampiri
- Erik von Detten in Dinotopia
- Zach Cregger in Amici di letto
- Conrad Coleby in Sea Patrol
- Damien Molony in Being Human
- Ryōsei Konishi in Garo
- Chris Wood in The Carrie Diaries
- Drew Van Acker in Pretty Little Liars
- Chord Overstreet in Glee
- Daniel Tschirley in Elisa di Rivombrosa 2
- Jake McDorman in Greek - La confraternita
- Gilbert Perez in Rimozione forzata
- Shawn Ashmore in Animorphs
- Álex González in Il Principe - Un amore impossibile, Suspicious Minds
- Ed Weeks in LA to Vegas
- Carles Francino in Víctor Ros
- Adam Rothenberg in The Ex List
- Benjamin Walker in Jessica Jones
- Adan Canto in Designated Survivor
- Carlos Álvarez in Velvet
- David Rott in Gli specialisti
- Martiño Rivas in Le ragazze del centralino
- Steven Strait in The Expanse
- Aitor Luna in La cattedrale del mare
- Stan Van Samang in MPU Missing Person Unit
- Gilles Marini e Gabriel Hogan in Teen Wolf
- Jacob Fortune-Floyd in I Medici
- Matt Long in Manifest
- Graham Wardle in Heartland
- Rob Kirkland in Yellowstone
- Ian Anthony Dale in The Walking Dead
- Onur Tuna in Il dottor Alì
- Dominic Saleh-Zaki in Chiamata d'emergenza
- Texas Battle in Beautiful
- Seçkin Özdemir in Come sorelle
- Tomás de las Heras in Champs 12
- Michel Noher in Incorreggibili
- Willy Martin in Grachi
- Samuel Nascimento in Violetta
- Esteban Meloni in Para vestir santos - A proposito di single
- Garrett Hedlund in Tulsa King
- Gorō Inagaki in Yu Yu Hakusho
- Todd Lasance in NCIS: Sydney
- Austin Stowell in NCIS: Origins
- Roy Peter Link in Medici in corsia
- Jung Sung-il in The Glory
- Travis Van Winkle in The Last Ship
- Mike Doyle in Fallout
- Nicholas D'Agosto in Criminal Minds
- Jack Greenlees in The Veil
- Nick Blood in The Day of the Jackal
- Toni Salgado in Rapa

### Serie animate
- Anakin Skywalker in Star Wars: The Clone Wars, Star Wars Rebels, Star Wars: Forces of Destiny, Star Wars: Tales of the Jedi
- Joe Kido in Digimon Adventure, Digimon Adventure 02 e Digimon Fusion Battles
- Captain America in Ultimate Spider-Man, What If...?
- Galaxy Watanabe in Battle Spirits - Dan il Guerriero Rosso e Battle Spirits - Heroes
- Rob Denton e Paul Diamond in Holly e Benji
- Peter Parker/Spider-Man in The Spectacular Spider-Man
- Hakuoh in Duel Masters
- Arc in Yucie
- Sawyer/Racer in Fairy Tail
- Shuji in Lei, l'arma finale
- Sasame in Pretear - La leggenda della nuova Biancaneve
- Simon Harrison in Karin piccola Dea
- Soichiro Arima in Le situazioni di Lui & Lei
- Mao in Code Geass: Lelouch of the Rebellion
- Noboru Yoshikawa in Great Teacher Onizuka
- Hap in Eureka Seven
- Mitsuro Sasayama in Psycho-Pass
- Mazza Metallica in One-Punch Man
- Rahan in Rahan
- Reo Mouri in Alice Academy
- Barone in Battle Spirits - Brave
- Bob/Tricerop in Dinofroz
- Foop in Due fantagenitori
- Vert Wheeler in Hot Wheels Battle Force 5
- Rodney in A tutto reality - L'isola di Pahkitew
- Nick Mallory in Grojband
- Changsu Choi e Mac Robingo in Inazuma Eleven
- Tobimaro Mizunokouji in Lamù, la ragazza dello spazio
- Toshiki Kai in Cardfight!! Vanguard
- Kota Furuya in Victory Kickoff!! - Sfide per la vittoria
- Ron Stoppable in Kim Possible
- Numero 1 in Nome in codice: Kommando Nuovi Diavoli
- Donatello in Rise of the Teenage Mutant Ninja Turtles - Il destino delle Tartarughe Ninja
- Jinu in Z-Girls
- Johnny in The Replacements - Agenzia sostituzioni
- Thomas ne Il trenino Thomas
- Runaan in Il principe dei draghi
- Peter Perfect in Wacky Races (serie 2017)[21]
- Gary Goodspeed in Final Space
- Timothy Brice Campbell in Close Enough
- Iroh II in La leggenda di Korra
- Superboy in Young Justice
- Steve Maryweather in Q-Force
- X / Kei 'slur' Uzuki in Sakamoto Days
- Lucio Modesto in Termae Romae Novae
- TK McCabe in Super ladri
- Johnny Lovely ne La famiglia Proud
- Ricardo Markeid in Uncle from Another World
- Hal Jordan in DC Super Hero Girls
- Chief Bill Bayani in Firebuds[22]
- Titus e Rade in Secret Level

### Videogiochi
- Peter Parker/Spider-Man in Spider-Man 3
- Chipple in Klonoa Beach Volleyball[23]
- Anakin Skywalker in Disney Infinity 3.0[24]
- Capitan America in LEGO Marvel's Avengers